# Distretto di Ağlasun
Il distretto di Ağlasun (in turco Ağlasun ilçesi) è uno dei distretti della provincia di Burdur, in Turchia.